# Egesina elegans
Egesina elegans là một loài bọ cánh cứng trong họ Cerambycidae.